# Flavio Bucci
Pour les articles homonymes, voir Bucci.
Flavio Bucci est un acteur italien né le 25 mai 1947 à Turin (Piémont) et mort le 18 février 2020 à Passoscuro, une frazione de la commune de Fiumicino (Latium).

## Biographie
Né en 1947  d'une famille originaire de Casacalenda dans la province de Campobasso et d'Orta Nova dans la province de Foggia, Flavio Bucci a suivi une formation professionnelle à la Scuola del Teatro Stabile de Turin. Il est arrivé au cinéma appelé par Elio Petri en 1971 dans La classe ouvrière va au paradis (La classe operaia va in paradiso) où il joue le rôle d'un ouvrier. Doublure et producteur, parmi les principaux réalisateurs qui le voulaient sur le plateau figurent entre autes Mario Monicelli, Dario Argento, Paolo Virzì et Paolo Sorrentino.
Parallèlement à sa carrière au cinéma et à la télévision, Flavio Bucci poursuit une fervente carrière théâtrale interpretant des pièces comme Opinioni di un clown («  Opinions d'un clown  ») de Heinrich Böll.

### Mort
Flavio Bucci est mort chez lui à Passoscuro le 18 février 2020 d'une crise cardiaque à l'âge de 72 ans.

### Famille
Flavio Bucci était marié à l'actrice Micaela Pignatelli, avec qui il avait deux fils, Alessandro et Lorenzo. Il avait un troisième fils, Ruben, d'une relation avec la productrice néerlandaise Loes Kamsteeg.

## Filmographie

### Au cinéma
- 1971 : La classe ouvrière va au paradis (La classe operaia va in paradiso) d'Elio Petri : Un ouvrier
- 1971 : La Ligne de feu (L'amante dell'orsa maggiore) de Valentino Orsini
- 1972 : Le général dort debout (Il generale dorme in piedi) : Bucci
- 1973 : La propriété, c'est plus le vol (La proprietà non è più un furto) d'Elio Petri : Total
- 1975 : I giorni della chimera
- 1975 : La bête tue de sang-froid (L'ultimo treno della notte), d'Aldo Lado : Blackie
- 1976 : La orca
- 1976 : L'Agnese va a morire de Giuliano Montaldo : Il pugliese
- 1976 : La Fiancée de l'évêque (Quelle strane occasioni), de Nanni Loy ( sketch Italian Superman) : René Bernard
- 1977 : Dove volano i corvi d'argento : Simula
- 1977 : Suspiria de Dario Argento : Daniel
- 1977 : Caresses bourgeoises (Una spirale di nebbia) d'Eriprando Visconti : Vittorio
- 1978 : Gegè Bellavita de Pasquale Festa Campanile
- 1979 : Ammazzare il tempo
- 1980 : Uomini e no de Valentino Orsini : Enne 2
- 1980 : Maudits je vous aimerai ! (Maledetti vi amerò) de Marco Tullio Giordana : Riccardo dit Svitol
- 1981 : Matlosa : Il matlosa
- 1981 : Le Marquis s'amuse (Il marchese del Grillo) de Mario Monicelli : Don Bastiano
- 1982 : L'Inceneritore : Hunchback
- 1982 : La Montagne magique (Der Zauberberg) de Hans W. Geissendörfer : Ludovico Settembrini
- 1983 : Sogno di una notte d'estate : Oberon
- 1985 : La donna delle meraviglie : Astolfo
- 1985 : Tex et le Seigneur des abysses (Tex e il signore degli abissi) : Kanas
- 1985 : Le due vite di Mattia Pascal : Terenzio Papiano
- 1987 : Selon Ponce Pilate (Secondo Ponzio Pilato) de Luigi Magni : Erode
- 1987 : Il mistero del panino assassino
- 1987 : Pehavý Max a strasidlá : M.. Talbot
- 1987 : L'Ingranaggio
- 1987 : Contrôle (Il giorno prima) de Giuliano Montaldo : Herman Pundt
- 1988 : Com'è dura l'avventura : padre Ribaldo
- 1988 : La posta in gioco : Gulli
- 1992 : Amami : Pagani
- 1992 : Anni 90, segment Terapia di gruppo : le professeur Moira
- 1992 : Pierino Stecchino
- 1993 : Teste rasate
- 1994 : Quando le montagne finiscono : Bepi Zomegnan
- 1997 : La carabina
- 1997 : Fratelli coltelli : Vannino
- 1998 : I miei più cari amici
- 1998 : Frigidaire, il film : Nat Krylov
- 1999 : Lucignolo : le père de Lucio
- 1999 : Muzungu : l'évêque
- 2002 : Volesse il cielo! : l'homme-ange
- 2003 : Lettere al vento
- 2003 : Caterina va en ville (Caterina va in città) de Paolo Virzì : Lorenzo Rossi Chaillet
- 2005 : Il silenzio dell'allodola : le directeur de la prison
- 2007 : Lezioni di volo : le père de Pollo
- 2008 : La morte di pietra : Pierre
- 2008 : Il divo de Paolo Sorrentino : Franco Evangelisti
- 2008 : Mai altri : le photographe
- 2009 : Fly Light : Barbone

### Télévision

#### Téléfilms
- 1977 : Ligabue (mini-série) : Antonio Ligabue
- 1978 : Circuito chiuso : le sociologue
- 1980 : Il prete di Caltagirone : Don Luigi Sturzo
- 1981 : Il caso Graziosi
- 1988 : Gli angeli del potere
- 1992 : Einer stirbt bestimmt

#### Séries
- 1975 : Il lungo viaggio
- 1978: I problemi di Don Isidro Parodi
- 1979 : Martin Eden
- 1980 : Poco a poco
- 1981 : Storia di Anna
- 1981 : Don Luigi Sturzo : Luigi Sturzo
- 1982 : Il diavolo al pontelungo
- 1983 : Bebawi: Il delitto di via Lazio
- 1983 : Quer pasticciaccio brutto de via Merulana : le commissaire Ingravallo
- 1984 : La Mafia (La Piovra) : Don Manfredi
- 1987 : Garibaldi il generale
- 1987 : La Tante de Frankenstein (Teta) : Talbot
- 1989 : Les Fiancés (I promessi sposi)
- 1990 : Mit den Clowns kamen die Tränen : Enrico Langfrost
- 1990 : Les Années infernales (The Nightmare Years) : Dr Fleischmann
- 1997 : La Dottoressa Giò : Nicotera
- 1998 : La Dottoressa Giò 2
- 1998 : Provincia segreta : Cagnato
- 2007 : L'Avvocato Guerrieri

## Distinction
- Rubans d'argent 1974 : Meilleur acteur pour La propriété, c'est plus le vol.